# Gerard Figueras
Gerard Martí Figueras Albà (Villanueva y Geltrú, Barcelona, 2 de agosto de 1982) es un político español que anteriormente fue director general de Deportes de la Generalidad de Cataluña. 

## Biografía
Licenciado en ciencias políticas y administración pública por la Universidad Pompeu Fabra se especializó en marketing político por la misma universidad. Empezó a militar en las juventudes de Convergencia (JNC) en 1999 siendo el Presidente entre 2008 - 2012. Durante este periodo además fue concejal en el Ayuntamiento de Villanueva y Geltrú y portavoz de CIU en el Consejo Comarcal del Garraf. 
En la IX Legislatura (2010 - 2012) fue diputado por Barcelona pero después de las elecciones de 2012 fue nombrado director general de Deportes de la Generalidad.

## Caso Consell Esportiu
En noviembre de 2019 es detenido dentro de una operación que investiga un entramado de desvío de ayudas públicas a fundaciones afines.